# Flavio Anastasia
Flavio Anastasia (Mariano Comense, 30 gennaio 1969) è un ex ciclista su strada italiano.
Professionista dal 1992 al 1993, vinse la medaglia d'argento ai Giochi olimpici di Barcellona 1992 e la medaglia d'oro ai Campionati del mondo di ciclismo su strada 1991 di Stoccarda nella prova a squadre.

## Carriera
Nel biennio 1991-1992 il quartetto della cronometro a squadre composto da Flavio Anastasia, Luca Colombo, Gianfranco Contri e Andrea Peron si aggiudicò due medaglie importanti a livello internazionale, dapprima l'oro ai mondiali di Stoccarda 1991 e successivamente l'argento ai Giochi olimpici estivi di Barcellona 1992.

## Palmarès
- 1987 (dilettanti)

Medaglia d'Oro Città di Monza
- 1988 (dilettanti)

2ª tappa, 2ª semitappa Volta Ciclista Provincia Tarragona
- 1989 (dilettanti)

Campionati italiani, Prova a cronometro Dilettanti
Targa d'Oro Città di Varese
- 1991 (dilettanti)

Trofeo Città di Castelfidardo
Gran Premio San Giuseppe

### Altri successi
- 1991 (dilettanti)

Campionati del mondo, Cronometro a squadre
Giochi del Mediterraneo, Cronometro a squadre

## Piazzamenti

### Competizioni mondiali
- Campionati del mondo

Stoccarda 1991 - Cronosquadre: vincitore
- Giochi olimpici

Barcellona 1992 - Prova a squadre: 2º